# Penaherreraus sarryi
Penaherreraus sarryi är en skalbaggsart som först beskrevs av Tavakilian och Peñaherrera 2003.  Penaherreraus sarryi ingår i släktet Penaherreraus och familjen långhorningar. Inga underarter finns listade i Catalogue of Life.